# سفارة دولة فلسطين لدى العراق
سفارة دولة فلسطين لدى العراق هي الممثلية الدبلوماسية العُليا لدولة فلسطين لدى العراق. تقع السفارة في حي السفارات في بغداد.

## القنصلية العامة
لدولة فلسطين قنصلية عامة لدى حكومة إقليم كردستان العراق ومقرها في مدينة أربيل.